# Gorla Minore
Đô thị Gorla Minore có các frazione (đơn vị trực thuộc) Prospiano.
Gorla Minore giáp các đô thị: Cislago, Gorla Maggiore, Marnate, Mozzate, Olgiate Olona, Rescaldina, Solbiate Olona.